# 萨米拉·威利
萨米拉·威利（英語：Samira Wiley，1987年4月15日—），美国女演员。曾获得黄金时段艾美奖剧情类最佳女客串演员。